# Мала Корзиха
Мала Корзиха (рос. Малая Корзиха) — присілок в Приморському районі Архангельської області Російської Федерації.
Населення становить 17 осіб. Входить до складу муніципального утворення Лисестровське поселення.

## Історія
Від 2004 року входить до складу муніципального утворення Лисестровське поселення.

## Населення
| 2002 | 2010 | 2012 |
| ---- | ---- | ---- |
| 10   | ↘5   | ↗17  |